# Сюрґавере
Сю́рґавере (ест. Sürgavere küla) — село в Естонії, у волості Пиг'я-Сакала повіту Вільяндімаа.

## Населення
Чисельність населення на 31 грудня 2011 року становила 346 осіб.

## Географія
Через населений пункт проходять автошляхи 24126 (Епра — Сюрґавере — Клаассепа) та 24127 (Мудісте — Сюрґавере — Кобрувере).

## Історія
З 13 лютого 1992 до 21 жовтня 2017 року село входило до складу волості Сууре-Яані.